# گورام پیر
گورام پیر (دانمارکی: Gorm den Gamle؛ – ۰۹۵۸) یک پادشاه دانمارک اهل دانمارک بود.